# Herb Wysp Owczych

Obecny Herb Wysp Owczych

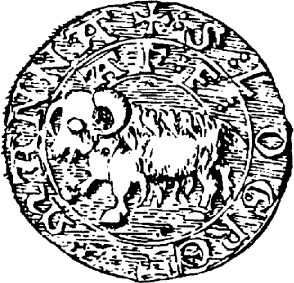
Herb Wysp Owczych sprzed 1816 roku

Herb Wysp Owczych, duńskiego terytorium zależnego, posiadającego szeroką autonomię, które leży na Morzu Norweskim, mniej więcej w połowie drogi między Islandią a Wielką Brytanią.

## Historia
Pierwszy raz baran, jako symbol Wysp Owczych pojawił się w XV wieku na średniowiecznych krzesłach z Kirkjubøur, miejscowości stanowiącej centrum polityczne i duchowne archipelagu w tamtych czasach. Później symbol ten używany był przez członków lokalnego parlamentu Løgting.
Baran, jako symbol Wysp Owczych przestał być używany w roku 1816, kiedy Dania odebrała Wyspom Owczym ich szeroką samorządność. Nawet wtedy, gdy autonomia została przywrócona, w 1852, oraz w okresie II wojny światowej, gdy Wyspy Owcze w praktyce stały się samorządne (III Rzesza zajęła Danię), nie został przywrócony.
Zasada Samostanowienia z 31 marca 1948 roku ustanowiła dopiero barana, jako herb, ale nie całego archipelagu Wysp Owczych, tylko pierwszego, farerskiego rządu – Landsstýri. Było to spowodowane tym, że przywrócona funkcja premiera odwoływała się do przewodniczącego rządu, a nie tak, jak wcześniej, parlamentu.
1 kwietnia 2004 roku Biuro Premiera Wysp Owczych ustanowiło, że od tamtej pory symbolem premiera będzie nowy herb, obowiązujący do dziś. Miał on bazować na symbolach znalezionych na krzesłach w Kirkjubøur. Herb ten może być używany zarówno przez rząd, jak i innych reprezentantów Wysp Owczych na świecie. Niektóre urzędy na Wyspach posługują się jeszcze starym godłem.

## Symbolika
Podobnie, jak w przypadku innych herbów, elementy herbu Wysp Owczych posiadają znaczenie symboliczne. Kolorystyka inspirowana była barwami flagi Wysp Owczych (far. Merkið). Biały, niebieski i czerwony są narodowymi kolorami Wysp Owczych, złoty na rogach jest elementem dodanym. Tarcza i postawa przedstawionego barana, symbolizują gotowość Farerczyków do obrony swego kraju.